# Ivan Kruckenberg
Ivan Mauritz Julius Ferdinand Kruckenberg, född 19 februari 1880 i Värnamo, död 8 november 1956 i Stockholm, var en svensk skådespelare och lärare.
Ivan Kruckenberg var son till majoren Ernst Mauritz Kruckenberg. Efter mogenhetsexamen i Jönköping 1898 studerade han vid Uppsala universitet och blev 1903 filosofie kandidat, 1905 filosofie licentiat och 1907 filosofie doktor. Kruckenberg turnerade 1907–1908 som skådespelare med Harald Sandbergs, Knut Lindroths och Allan Rydings teatersällskap, varefter han 1909 blev lärare. 1911–1931 var han lektor i kemi och fysik vid Nya elementarskolan i Stockholm och 1931–1936 lektor i matematik och fysik vid Norra latinläroverket samt 1936–1945 åter vid Nya elementarskolan. Han tjänstgjorde även som timlärare vid ett flertal skolor i Stockholm. Vid sidan av sin lärargärning fortsatte Kruckenberg att intressera sig för teatern. Han turnerade flitigt som dramatisk uppläsare och medverkade tillfälligt som skådespelare vid Oscarsteatern, Komediteatern och Dramatiska teatern 1928–1943 och var en engagerad instruktör inom amatörteatern. Han var från 1928 ordförande i föreningen Skolteatern. Bland Kruckenbergs roller märks Engstrand i Gengångare, Relling i Vildanden och Pomuckelskopp i Livet på landet samt Thorfinn i Strindbergs Den fredlöse. Han framträdde även inom folkbildningsrörelsen som populärföreläsare och var från 1928 föreståndare för Södermalms arbetareinstitut i Stockholm. Från 1934 verkade han som svensk reselektor i Danmark.